# Conflicto armado interno de Birmania
El conflicto armado interno de Birmania, también llamado como la guerra de Birmania o guerra de Myanmar, se refiere a la crisis interna de violencia política y étnica que se desarrolla en Myanmar desde 1948, entre diversos grupos armados y el gobierno de ese país. El conflicto empezó aproximadamente en abril de 1948 aunque desde 1988 el conflicto se ha centrado en la lucha contra la junta militar que gobierna desde ese entonces Birmania. Sus principales episodios son el levantamiento de 1988, la actividad de oposición política de Aung San Suu Kyi, las protestas de 2007, el devastador paso del ciclón Nargis y el golpe de Estado de 2021.
Birmania se caracteriza por ser uno de los países con mayor diversidad étnica del mundo; dichas minorías representan una tercera parte de la población (54 millones de habitantes) y, a su vez, habitan la mitad de territorio del país.  Los bamar constituyen el grupo étnico principal del país. También existen las importantes minorías de los shan y los karenes y cuenta con otras menores, como los arakanes, chinas, indias, mon, jingpos, karennis y chin.
La Constitución de 1974 dividió el país en siete Estados habitados por las minorías étnicas: los Estados de Chin, Karen, Kachin, Kayah, Mon, Rakhine (Arakan) y Shan. Las diversas unidades étnicas usan cada una su propio idioma. Sin embargo, el 85% de estos pueblos comparten como religión el budismo. Pese a dicha división estatal para incentivar la autonomía de cada una de las etnias, se seguían produciendo disputas y conflictos entre el gobierno central y cada una de las minorías étnicas de cada Estado, resultante de la vulneración de derechos de los grupos étnicos cuando establecían sus demandas frente a las autoridades centrales.
También en el norte del país se instalaron tropas chinas nacionalistas que huyeron a Birmania tras su derrota en la guerra civil china a partir de diciembre de 1949. Desde entonces, el general chino Li Mi lanzó repetidos ataques al sur de la República Popular China, en 1953 y 1954. Ante la presión birmana y china, unos 7000 soldados del KMT fueron transportados por aire a Taiwán, incluyendo a su comandante, pero en las zonas septentrionales de Laos, Birmania (hasta febrero de 1961) y Tailandia quedaron otros 7000 que pasaron a dedicarse al tráfico de opio.

## Antecedentes

### Independencia de Birmania
Birmania se independizó en 1948. A partir de 1949, comenzaron a estallar levantamientos y conflictos étnicos en varias provincias, principalmente los karen del oriente birmano, agrupados en la KNU. Estos buscaron la secesión y la creación de un estado autónomo, llamado Kawthoolei. La situación empeoró cuando el budismo se hizo la religión oficial y los derechos de las minorías rohingyas (musulmanes), karen, chin y kachin (cristianos) quedaron sólo como nominales, aumentando el apoyo a grupos separatistas. La división del partido gobernante, la AFPFL, llevó a la instalación por esta de un gobierno militar entre 1958 y 1960. La AFPFL fue el partido gobernante del país desde el fin de la ocupación japonesa en 1945 hasta su derrocamiento en 1962.

## Inicio de la violencia

### Golpe de Estado de 1962 y dictadura de Ne Win
El 2 de marzo de 1962 se produjo un golpe de Estado que impuso un gobierno militar de carácter izquierdista del BSPP que se mantendría hasta 1988. Su autor, el general Ne Win, se convirtió en jefe de Estado hasta 1981, caracterizando su administración de inmediato con generalizadas violaciones de los derechos humanos en las zonas fronterizas, lo que fue seguido por una intensificación de la insurgencia, sobre todo por parte del KNU de los karen y la MNDAA de los shan. La persecución contra los rohingyas del oeste llevó a una radicalización del Islam en el país, formándose varios grupos armados pequeños pero muy activos en aquella zona, utilizando como bases campamentos en Bangladés. En otras regiones se producen también combates aunque mucho más esporádicos.

### Levantamiento 1988 y la Junta Militar
El 8 de agosto de 1988 las protestas de estudiantes se extendieron masivamente a todo el país. Cientos de miles de monjes vestidos de color ocre, niños pequeños, estudiantes universitarios, amas de casa y médicos se manifestaron contra el régimen. El levantamiento terminó el 18 de septiembre, después de un sangriento golpe militar por SLORC, junta militar que gobernaría hasta 2011. Se cree que miles de personas murieron en las manifestaciones.
Durante esta crisis Aung San Suu Kyi adquirió importancia y apoyo político, cuando su partido, el NLD, ganó las elecciones de 1990. Pero la junta se negó a reconocer el resultado y dejar el poder y, al final, la encarceló. El SLORC se reorganizó como el partido gobernante, el BSPP.
Como resultado de las protestas contra el gobierno este empezó a negociar la paz con varios grupos armados para pacificar el país. El conflicto ha generado cerca de 110.000 refugiados birmanos viviendo en países vecinos en 2005. Cerca de 25 grupos étnicos firmaron la paz con el gobierno.
En noviembre de 2005, la junta militar de gobierno inició el cambio de la capital desde Rangún a Naipyidó en las afueras de Pyinmana. Esta acción pública sigue una política a largo plazo no oficial de evitar que protestas o levantamientos civiles puedan amenazar a la junta para evitar la repetición de los acontecimientos de 1988. El Día de las Fuerzas Armadas (27 de marzo de 2006), la nueva capital fue nombrada oficialmente Naypyidaw Myodaw (Ciudad Real de la Plaza de los Reyes), pero es comúnmente llamada Naipyidó. La represión política contra opositores ha costado cerca de siete mil vidas.
Desde 2006 la ofensiva del gobierno contra el KNU en Kayin ha provocado miles de desplazados. Se estima que el conflicto ha provocado el desplazamiento o traslado forzado de medio millón de personas en el este de Birmania. En 2007 la mayoría de los refugiados habían huido a las provincias tailandesas de Chiang Mai y Ratchaburi, donde se han instalado muchos campamentos de refugiados, en su mayoría karenes.

## Tiempos modernos

### Gobierno civil
El gobierno introdujo una nueva constitución en 2011 e instigó un período de reformas políticas, con la liberación de miles de presos políticos, incluida Aung San Suu Kyi. En noviembre de 2014, la LND intentó hacer enmiendas a la constitución, en respuesta a una cláusula que hacía que Suu Kyi no fuera elegible para convertirse en presidenta del país si su partido ganaba las elecciones. Sin embargo, estas enmiendas fueron rechazadas.
Desde el 9 de junio de 2011, la ofensiva del gobierno contra el Ejército Kachin para la Independencia ha provocado miles de desplazados y muertos. El Conflicto en Kachin fue el mayor conflicto en Birmania durante 2012.
En 2012, estallaron varios disturbios antimusulmanes en toda la nación. En el mismo año, se funda el grupo nacionalista budista Movimiento 969, liderado por Ashin Wirathu.
En 2016, el Tatmadaw empezó "operaciones de limpieza" en el norte del estado de Rakáin, después de que el Ejército de Salvación Rohinyá de Arakán atacará puestos fronterizos en la frontera entre Birmania y Bangladés el 9 de octubre, intensificando aún más la operación por un segundo ataque en agosto de 2017. La violencia subsecuente en la región ha sido calificada como limpieza étnica por el Alto Comisionado para los Derechos Humanos de la ONU y causó graves reacciones internacionales.
En noviembre de 2016, una coalición de grupos insurgentes llamada Alianza del Norte atacó un puesto fronterizo en la frontera entre Birmania y China en el estado de Shan. Y después de que la Alianza atacará una escuela militar en Nawnghkio en agosto de 2019, comenzaron varios enfrentamientos en Shan.

### Golpe de Estado en 2021
En la mañana del 1 de febrero de 2021, el gobierno civil de Win Myint fue derrocado, el 2 de febrero, hubo un nuevo gobierno mediante una junta militar llamada Consejo Administrativo del Estado encabezada por Min Aung Hlaing. 

### Guerra civil
Los manifestantes antigolpistas se armaron con hondas, cócteles molotov y escudos improvisados. [cita requerida] A finales de marzo de 2021, se informó que decenas de manifestantes habían viajado a las zonas fronterizas de Myanmar para entrenarse con uno de los muchos grupos insurgentes del país, lo que elevaba el riesgo de una guerra civil en todo el país. Varios grupos insurgentes, especialmente el Ejército de Independencia de Kachin y el Ejército de Liberación Nacional de Karen, han reanudado sus hostilidades contra el gobierno después del golpe.
El gobierno civil en el exilio, denominado Comité Representativo de Pyidaungsu Hluttaw (CRPH), propuso la formación de una "fuerza armada federal" para combatir a los militares.
Uno de los primeros casos de resistencia armada de los manifestantes ocurrió en la ciudad de Kalay, región de Sagaing y sus alrededores. Después de que el Tatmadaw allanara un campamento de protesta en Kalay el 28 de marzo de 2021, los manifestantes contraatacaron con rifles de caza y armas de fuego caseras.
Siete signatarios del Acuerdo Nacional de Cesación del Fuego anunciaron el 4 de abril de 2021 que habían decidido unirse al Gobierno de Unidad Nacional, incluido el Frente Democrático Estudiantil de Toda Birmania y la Unión Nacional Karen.
En Mindat y Hakha, estado de Chin, la Fuerza de Defensa de Chinland inició una resistencia armada el 26 de abril de 2021.
El 5 de mayo de 2021, el Gobierno de Unidad Nacional declaró la formación de un brazo armado, la Fuerza de Defensa del Pueblo (PDF), para proteger a sus partidarios de los ataques de la junta militar y como primer paso hacia un Ejército de la Unión Federal. El 23 de mayo se enfrentó con el Tatmadaw en la ciudad de Muse, matando al menos a 13 miembros de las fuerzas de seguridad de Myanmar. Los miembros de la Fuerza de Defensa del Pueblo Karenni (KPDF) en el estado de Kayah también se enfrentaron con el Tatmadaw cerca de la capital del estado de Loikaw.
El Partido Comunista de Birmania se rearmó y anunció la creación de su nuevo brazo armado, el Ejército Popular de Liberación, a fines de 2021.
ACLED estimó que 11.000 personas habían muerto de febrero a diciembre de 2021.
La guerra civil de Birmania comenzó después de las insurgencias de larga duración de Myanmar que se intensificaron significativamente en respuesta al golpe de Estado militar de 2021 y la subsiguiente represión violenta de las protestas contra el golpe. En los meses posteriores al golpe, la oposición comenzó a agruparse en torno al Gobierno de Unidad Nacional, que lanzó una ofensiva contra la junta militar. Para 2022, la oposición controlaba un territorio sustancial, aunque escasamente poblado.

## Rol de la ONU
El conflicto interno de Birmania entre los agentes gubernamentales y las diferentes guerrillas étnicas han incentivado un escenario propenso para la vulneración de los derechos humanos y del derecho internacional. Dichas violaciones se vieron aumentadas tras el inicio en 1962 de la dictadura de la Junta Militar que ha perpetrado los derechos de los civiles. A raíz de la violación de derechos humanos y del derecho internacional consecuente del escenario en el cual se encuentra el Estado de Birmania donde la impunidad y vulneración  se ha consolidado de forma sistemática frente a la carencia de un sistema de contrapesos y de rendición de cuentas que penalice a los responsables de crímenes de guerra y crímenes contra la humanidad. La Organización de las Naciones Unidas y sus distintos organismos se han expuesto y denunciado la situación del Estado Birmano frente a la violación de derechos.
Desde 1991, la Asamblea General ha manifestado su preocupación e inconformidad frente a la represión que se ejerce en Birmania frente a las manifestaciones pacíficas, rechazando el uso y ejercicio de la fuerza de manera violenta por parte de las autoridades que ejercen violaciones del Derecho Internacional Humanitario. Desde la Asamblea se ha incitado al gobierno de Birmania a hacer aplicación de los acuerdos y recomendaciones promulgados por los distintos órganos y comisiones de las naciones unidas al respeto de los derechos humanos y los valores democráticos. Dicha inconformidad naciente en la Naciones Unidas es debido a sucesos como la Revolución Azafrán en 2007 o las matanzas de Depayin donde se ejemplifica la ejecución de crímenes contra la población civil que finalmente no son sancionados o enjuiciados debido al poco interés estatal en establecer e identificar a los actores responsables de dichas violaciones al derecho lo que ha generado que no se hayan establecido sanciones frente a estos eventos. Además, según el informe del Relator Especial, Tomas Ojea Quintana, el escenario de los derechos humanos en Birmania es consecuencia de la carencia de independencia del poder judicial frente a la intromisión de los líderes ejecutivos del país, es decir, la junta militar lo que ha promulgado el escenario idóneo para la consolidación de violaciones de derechos de la población civil birmana. Por ende, se ha incitado a y desde las Naciones Unidas, con apoyo del Parlamento Europeo, a la creación de una Comisión de Investigación que permita consolidar los canales que den paso a la judicialización de dichas violaciones perpetradas gracias al carente sistema judicial en el país y que del mismo modo se implemente el respeto de los derechos humanos y se respete las obligaciones que posee el Estado, y por ende el gobierno, frente a la ONU y el secretario General de las Naciones Unidas.
Otro de los medios que ha implementado la ONU para generar presión e influenciar sobre la situación de derechos humanos en Myanmar ha sido a través de la emisión de una resolución condenatoria por parte de la Asamblea General de las Naciones Unidas.
Por otro lado, cabe recalcar que Birmania no es parte del Tribunal Penal Internacional, y consecuentemente las personas a las que se les han vulnerado sus derechos no pueden dirigir sus denuncias frente al tribunal de dicha institución. Además de la Asamblea general, la coyuntura en Birmania se expuso frente el Consejo de Seguridad, el cual, en septiembre de 2006 añadió a la agenda del consejo la importancia de deliberar sobre la situación en el país asiático y le necesidad de restablecer la democracia en dicho Estado y de defender los derechos humanos. Pese a dicha inclusión e intención por parte del Consejo de Seguridad, durante los distintos debates que se deliberaron para encontrar una solución que ayudara a afrontar la situación estas fueron reprobadas gracias al derecho a veto ejercido tanto como por China y Rusia que imposibilitaron las opciones de poner fin a dicho escenario en Birmania.

## Fuerzas rebeldes
| Facción             | Lugar  | Combatientes (1948-1988)                                                       | Combatientes (1988-actual) |
| ------------------- | ------ | ------------------------------------------------------------------------------ | --- |
| PVO                 |        | 5.000 (1950s)                                                                  | |
| MPF                 |        | <1.000 (1950s)                                                                 | |
| NMSP-MNLA           | Mon    | 1.000 (1950s)                                                                  | 3.000-4.000 (1988) 1.000-2.600 (2002) 200 (2007)                                                                                             |
| NRA                 |        |                                                                                | 150 (2001) 800-1.000 (2002) |
| ABSDF               |        |                                                                                | 5.000 (fines 1980s-inicios 1990s) 2.000 (inicios 1990s) 500 (2002)                                                                           |
| Kachin              |        |                                                                                | |
| KIO-KIA             | Kachin | 2.000 (1970s)                                                                  | 7.000-10.000 (fines 1980s-inicios 1990s) 8.000 (2001) 5.000 (2002) 250 (2007)                                                                |
| NDA-K               |        | 3.000 (1970s)                                                                  | |
| KDA                 |        |                                                                                | 1.000-3.000 (2002) |
| Rebeldes de Rakhine |        |                                                                                | |
| APLP                |        | 500 (1950s)                                                                    | |
| CPA                 |        | 300 (1960s-1970s)                                                              | |
| RSO                 |        |                                                                                | 5.000 (mediados 1990s) |
| ARNO                |        |                                                                                | 1.000 (2002) |
| Rebeldes de Chin    |        |                                                                                | |
| CNA                 |        |                                                                                | 500 (2002) |
| NSCN-IM             |        |                                                                                | 1.000 (2002) |
| NSCN-K              |        |                                                                                | 500-600 (2002) |
| Rebeldes de Karenni |        |                                                                                | |
| KnA                 |        |                                                                                | 1.500-3.000 (2002) |
| KNPLF               |        |                                                                                | 500 (2002) 25 (2007) |
| KNPP-KA             |        |                                                                                | 1.200 (2007) |
| Rebeldes de Karen   |        |                                                                                | |
| DKBA                |        |                                                                                | 2.000-3.000 (1993) 2.000 (2007) |
| KPA                 |        |                                                                                | 300 (2002) |
| KNU-KNLA            | Karen  | 10.000 -20.000 (1980s) 7.000-13.000 (1987)                                     | 4.500 (1989) 15.000 (1995) 5.000-7.000 (1997) 2.000-7.000 (2003) (probablemente 6.000) 3.500-7.000 (2007) (probablemente 4.000) 4.000 (2006) |
| KNLP                |        |                                                                                | 300 (2002) |
| GA                  |        |                                                                                | 300 (2002) |
| AIG                 |        | 200-300 (1970s)                                                                | |
| Rebeldes en Shan    |        |                                                                                | |
| PNLO-PPLA           | Shan   | 1.000 (1950s) 800 (1980s)                                                      | |
| SURA                | Shan   | 10.000-11.000 (1980s)                                                          | |
| SUA                 | Shan   | 5.000-8.000 (1980s)                                                            | |
| UWSA                | Shan   | 1.000 (1970s) (incluyendo PSLF)                                                | 20.000 (2007) |
| CPB-BR              | Shan   | 500 (1961)                                                                     | |
| CPB-BB              | Shan   | 15.000-18.000 (1950) 8.000-15.000 (1967) 20.000-30.000 (1970s) (incluyendo BR) | |
| SNPLO-SNPLA         | Shan   |                                                                                | 600-700 (2002) 100 (2007) |
| SSA-S               | Shan   | 1.500 (1961) 7.000-9.000 (1978)                                                | 15.000 (1996) 10.000 (2007) |
| SSA-N               |        |                                                                                | 1.000-1.500 (2002) |
| MNDAA               |        |                                                                                | 1.000-2.000 (2002) |
| SSNA                |        |                                                                                | 1.000 (2002) |
| SSIA                |        |                                                                                | 2.000 (1950) |
| MTA                 |        |                                                                                | 10.000 (1990s) 18.000-20.000 (1996) |
| PSLA                |        | 400-500 (2002)                                                                 | |
| MDUF                |        |                                                                                | 200-300 (2001) |